# Конец света (Доктор Кто)
«Конец света» (англ. The End of the World) — серия британского научно-фантастического телесериалa «Доктор Кто». Впервые был показан 2 апреля 2005 года на BBC One.

## Обзор
Доктор и Роза отправляются на пять миллиардов лет вперёд и появляются на «Платформе Один», искусственном спутнике Земли. Земля давно покинута, и скоро её уничтожит расширяющееся Солнце. Посмотреть на событие собрались важные персоны с различных планет. Среди гостей — Леди Кассандра О’Брайен Точка Дельта Семнадцать, лицо на большом куске кожи, требующей периодического увлажнения. Она называет себя последним настоящим человеком, потому что остальные люди сильно видоизменились, а её собственный внешний вид — результат 708 пластических операций.
В честь события гости обмениваются подарками. Доктор исследует платформу вместе с Джейб, представительницей Лесов Чим.
Металлические сферы, подаренные гостям Адептами Повторяющихся Стереотипов, скрывают роботов-пауков, которые внедряются в систему управления спутника и деактивируют солнечный фильтр. Помещения платформы, лишённые защиты от Солнца, становятся опасны. Кто-то нападает на Розу и запирает её в одном из таких помещений, ей угрожает гибель. Доктор обнаруживает пауков и понимает, что произошла диверсия. Ему удаётся разобраться с системой управления и частично нормализовать положение.
Он использует паука как доказательство, что Стереотипы — лишь дистанционно управляемые роботы, а главный виновник происшедшего — Кассандра. Она телепортируется на свой корабль, пауки снова захватывают управление спутником. Силовые поля деактивированы, температура на борту поднимается, до взрыва остаётся 3 минуты. Доктор и Джейб отчаянно пробиваются к центральному компьютеру, Джейб жертвует собой, чтобы помочь Доктору. За секунду до взрыва Доктор перезагружает компьютер и восстанавливает защиту. Роза спасена, некоторые гости погибли.
Доктор обнаруживает замаскированный телепорт и возвращает Кассандру на борт. Под воздействием высокой температуры и без увлажнения Кассандра сохнет и лопается.
Гости покидают платформу. Платформа закрывается на ремонт. Роза и Доктор наблюдают остатки взорвавшейся Земли на фоне огромного Солнца.
Вернувшись в наше время, Доктор рассказывает, что его планета уничтожена в войне, а он сам — последний Повелитель Времени.

## Дополнительная информация
- Доктор объясняет, что телепатическое поле ТАРДИС даёт Розе способность общаться на языках любых существ. Впервые это явление объяснил Четвёртый Доктор в серии «Маска Мандрагоры» (1976).
- В «Конце Света» Земля сгорела в четвёртый раз за все сезоны. В «Ковчеге в Космосе» (1975) после 30 столетия, 2 миллиона лет от настоящего в «Таинственной планете» (1986) и 10 миллионов лет от настоящего в «Ковчеге» (1966).
- В разговоре с Лицом Бо Мокс Балхун упоминает «сценарий Злого Волка». На сайте Злого волка, созданного BBC, этот момент был указан как «классический сценарий Злого Волка». Субтитры на DVD с серий дают фразу «сценарий плохого движения» (Злой Волк — Bad Wolf, Плохое движение — Bad Move произносятся почти одинаково и в рифму), но, возможно, это ошибка. Фраза «Злой Волк» является фразой из сюжетной арки этого сезона.
- Лицо Бо представляют как существо, прибывшее из «Серебряной пустоши». В эпизоде «Утопия» профессор Йана также говорит, что он прибыл оттуда.
- Доктор говорит Джейб, что он был на другом «непотопляемом» судне, которое разбилось об айсберг. Это прямая отсылка на то, что Доктор находился на «Титанике», когда корабль разбился. Неизвестно, в какой инкарнации был Доктор, когда это произошло, хотя Седьмой Доктор был на борту «Титаника» в новелле «Леворукие колибри». Но тем не менее он не болтался на айсберге в этой истории. В эпизоде «Временное вторжение» (1978) он утверждает, что он не виноват в крушении. В эпизоде «Роза» Клайв показывает фотографии Доктора с некой семьёй накануне их запланированного путешествия на «Титанике». По неизвестной причине они отменили поездку и спасли себе жизни.
- Сканирование Доктора, которое произвела Джейб, показывает 9 образцов ДНК, которые соответствуют 9 инкарнаций. С учётом Военного Доктора их должно быть 10.

## Производство
- Согласно комментариям с DVD, многие виды Платформы Один были сняты в Храме Мира в Кардиффе. В приложении к эпизоду — Доктор Кто: Конфиденциально — Рассел Т. Дэвис пошутил, что такого дорогого эпизода больше никогда не будет (имеется в виду высокая стоимость спецэффектов CGI). Кассандра и пауки полностью созданы CGI.
- Музыкальный автомат («iPod», как его называет Кассандра) играет «Tainted Love» в исполнении Soft Cell и «Toxic» в исполнении Бритни Спирс. «Toxic» на самом деле не был выпущен как сингл на виниле. Его специально выпустили для эпизода.

### Кассандра
Кассандра — это создание CGI, озвученное Зои Уонамейкер. Рассел Т. Дэвис сообщил, что идея её создания появилась, когда он смотрел на худых голливудских актрис. Он рассказывал: «Это было ужасно — наблюдать за тем, как красивые девушки становятся швабрами. В частности, меня убила Николь Кидман».
Кассандра появилась снова в эпизоде «Новая Земля» 2 сезона.

## Показ
Согласно интервью с Расселом Т. Дэвисом, он хотел, чтобы этот эпизод показали одновременно с «Розой», но запрос был дан слишком поздно — накануне показа. Тем не менее американский канал Sci-Fi channel показал эти два эпизода друг за другом.